# ليزلي ليسيرويتز
ليزلي ليسيرويتز (بالعبرية: לסלי ליזרוביץ، من مواليد 1934 في جوهانسبرغ) هو كيميائي إسرائيلي وعالم بلورات.
درس ليسيرويتز الهندسة الكهربائية في جامعة كيب تاون بدرجة البكالوريوس، ثم عمل لفترة وجيزة كمهندس كهربائي وحصل على درجة الماجستير في الفيزياء (علم البلورات بالأشعة السينية، تحت إشراف ريجنالد ويليام جيمس). في عام 1959 انضم إلى قسم علم البلورات بالأشعة السينية في معهد وايزمان تحت إشراف غيرهارد شميدت، طالب دوروثي كروفوت هودجكين. تتمتع المجموعة في معهد وايزمان بسمعة دولية في كيمياء الحالة الصلبة. من عام 1966 إلى عام 1968 أسس قسم الكيمياء العضوية وعلم البلورات بالأشعة السينية في جامعة هايدلبرغ بدعوة من هاينز ستاب. هناك قام بتطوير وتركيب برامج الحاسوب باستخدام الطريقة المباشرة للحائزين على جائزة نوبل هيربرت هاوبتمان وجيروم كارل.
في عام 1987 حصل على ميدالية بريلوغ، في عام 2002 حصل على جائزة جريجوري آمينوف جنبًا إلى جنب مع مئير لاهاف، جائزة إسرائيل في عام 2016، جائزة إيمت في عام 2018 وجائزة وولف في الكيمياء عام 2021 بالاشتراك مع مئير لاهاف. في عام 1997، انتخب ليسيرويتز لعضوية ليوبولدينا.